# The Knot Garden
The Knot Garden (Il giardino dei nodi) è la terza opera del compositore britannico Michael Tippett, per la quale ha anche scritto il libretto originale in inglese. L'opera ha avuto la sua prima rappresentazione al Royal Opera House, Covent Garden, il 2 dicembre 1970, diretta da Sir Colin Davis e prodotta da Sir Peter Hall. Esiste una registrazione con il cast originale.

## Storia dell'esecuzione
La prima esecuzione americana fu nel 1974 alla Northwestern University e quella tedesca nel 1987 al Musiktheater im Revier di Gelsenkirchen. Nel 1984 Tippett autorizzò Meirion Bowen a creare un'orchestrazione ridotta per un revival con la London Sinfonietta da tenersi al Wilde Theatre, diretta da Howard Williams. La versione ridotta è stata riproposta sei volte, con produzioni in Gran Bretagna, America, Australia e Austria. C'è stata una ripresa al Royal Opera House nel 1988, diretta da Nicholas Hytner e nel 2005 la Scottish Opera ha prodotto l'opera per il centenario di Tippett.

## Ruoli
| Ruolo                                                      | Registro vocale         | Cast della prima, 2 dicembre 1970 (Direttore: Sir Colin Davis) |
| ---------------------------------------------------------- | ----------------------- | -------------------------------------------------------------- |
| Faber, un ingegnere civile                                 | baritono robusto        | Raimund Herincx                                                |
| Thea, sua moglie, una giardiniera                          | mezzosoprano drammatico | Yvonne Minton                                                  |
| Flora, la loro pupilla, una ragazza adolescente            | soprano leggero acuto   | Jill Gomez                                                     |
| Denise, La sorella di Thea, una combattente per la libertà | soprano drammatico      | Josephine Barstow                                              |
| Mel, uno scrittore nero                                    | basso-baritono lirico   | Thomas Carey                                                   |
| Dov, la sua amante bianca, una musicista                   | tenore lirico           | Robert Tear                                                    |
| Mangus, uno psicoanalista                                  | baritono tenore acuto   | Thomas Hemsley                                                 |

## Trama

### Atto 1
Lo psichiatra Mangus introduce l'azione. Thea entra, subito seguita dalla ragazza isterica Flora, che si precipita urlando tra le braccia di Thea. Faber entra e Thea manda via Flora con Mangus, quindi rimprovera Faber per (come lei immagina) fare il libertino con Flora. Faber protesta "Io non flirto con Flora; Flora urla davanti a me... impossibile!"
Mel e Dov entrano vestiti da Ariel e Caliban di La tempesta. Sono amanti, ma Mel flirta con Thea e per gelosia Dov fa una commedia per Faber. Questo quartetto teso viene interrotto quando Flora si precipita di nuovo gridando: la sorella di Thea, Denise, è arrivata per una visita e lei è sfigurata dallo strazio. Denise si presenta con un'aria drammatica sulla sua lotta per la giustizia universale. Questo diventa un ensamble e l'atto si chiude con la dolce replica di Mel, "Certo, piccola".

### Atto 2
Il secondo atto è una serie onirica di dialoghi. Nella partitura il compositore ha descritto la sua visione della messa in scena: "Sembra che il centro del palcoscenico abbia il potere di 'risucchiare' un personaggio in fondo al palco, per esempio, e di 'espellerlo' in avanti . Durante il loro passaggio attraverso il labirinto, i personaggi si incontrano e recitano le loro scene. Ma sempre uno dei personaggi di queste scene sta per essere espulso mentre un nuovo personaggio viene risucchiato e viene portato al punto di incontro".
La prima coppia ad apparire sono Thea e Denise, che parlano in parallelo, incapaci di incontrarsi. Thea viene sostituita da Faber, che cerca qualche contatto con la permalosa Denise, ma viene poi sostituita da Flora, che reagisce di nuovo a Faber con le urla. Viene portata fuori scena e Denise riappare con una frusta, seguita da Dov, che continua il suo precedente flirt. Faber è reattivo, ma viene messo fuori scena e sostituito da Mel e gli amanti condividono un duetto riconoscendo che la loro relazione sta finendo. Dov ora scompare per essere sostituito da Denise, che vede Mel come rappresentante degli oppressi sulla terra (la melodia di We Shall Overcome si ascolta nell'orchestra). I personaggi compaiono e scompaiono in rapida successione fino a quando la sequenza si conclude con Flora sola con Dov.
Dov conforta Flora incoraggiandola a cantare e lei esegue "Die liebe Farbe" da Die schöne Müllerin (La bella mugnaia) di Schubert. Dov risponde con la canzone che in seguito formerà la prima parte del ciclo Songs for Dov. L'atto si conclude con il rientro di Mel.

### Atto 3
Mangus dichiara che la sua produzione de La Tempesta è iniziata: "Questo giardino ora è un'isola", e i personaggi interpretano cortesemente i ruoli che Mangus assegna loro. Oltre a Mel e Dov come Caliban e Ariel, Faber diventa Ferdinand, Flora diventa Miranda e Mangus è Prospero. Thea e Denise rimangono loro stesse e commentano l'azione, criticando il ruolo di controllo e voyeuristico di Mangus come impresario del dramma. Al termine della farsa Mel e Denise partono insieme, seguiti da Dov, che ancora non riesce a mollarli. Flora se ne va da sola. Thea e Faber si riconciliano.

## Incisioni
- Philips 412 707 1: Raimund Herincx, Yvonne Minton, Jill Gomez, Josephine Barstow, Thomas Carey, Robert Tear, Thomas Hemsley; Orchestra del Royal Opera House, Covent Garden; Direttore, Sir Colin Davis[2]